# Сравнение программ глубокого обучения
Данная таблица проводит сопоставление фреймворков, библиотек программ и отдельных программ для глубокого обучения.

## Обзор программ глубокого обучения
| Наименование                | Разработчик                                       | Лицензия       | Открытое | Платформа                                                | Язык                             | Интерфейс                                                  | Поддержка OpenMP | Поддержка OpenCL                                               | Поддержка CUDA | Автоматическое дифференцирование | Предварительное обучение      | рекуррентные сети | свёрточные сети | Машина Больцмана/Глубокая сеть доверия | Параллельные вычисления |
| --------------------------- | ------------------------------------------------- | -------------- | -------- | -------------------------------------------------------- | -------------------------------- | ---------------------------------------------------------- | ---------------- | -------------------------------------------------------------- | -------------- | -------------------------------- | ----------------------------- | ----------------- | --------------- | -------------------------------------- | ----------------------- |
| Apache SINGA                | Apache Incubator                                  | Apache 2.0     | Да       | Linux, Mac OS X, Windows                                 | C++                              | Python, C++, Java                                          | Нет              | Да                                                             | Да             | Неизвестно                       | Да                            | Да                | Да              | Да                                     | Да                      |
| Caffe                       | Berkeley Vision and Learning Center               | Лицензия BSD   | Да       | Linux, Mac OS X, Windows                                 | C++                              | Python, MATLAB                                             | Да               | В разработке                                                   | Да             | Да                               | Да                            | Да                | Да              | Нет                                    | Неизвестно              |
| Deeplearning4j              | Группа Skymind, Adam Gibson                       | Apache 2.0     | Да       | Linux, Mac OS X, Windows, Android (Кроссплатформенность) | Java                             | Java, Scala, Clojure, Python (Keras)                       | Да               | Нет                                                            | Да             | Вычислительный граф              | Да                            | Да                | Да              | Да                                     | Да                      |
| Dlib                        | Девис Кинг                                        | Лицензия Boost | Да       | Кроссплатформенность                                     | C++                              | Python, C++                                                | Да               | Нет                                                            | Да             | Да                               | Да                            | Нет               | Да              | Да                                     | Да                      |
| Keras                       | Франсуа Шолле                                     | Лицензия MIT   | Да       | Linux, Mac OS X, Windows                                 | Python                           | Python                                                     | Через Theano     | В стадии разработки через Theano, планируется через TensorFlow | Да             | Да                               | Да                            | Да                | Да              | Да                                     | Да                      |
| Microsoft Cognitive Toolkit | Microsoft Research                                | Лицензия MIT   | Да       | Windows, Linux (OSX в планах через Docker)               | C++                              | Python, C++, командная строка, BrainScript (.NET в планах) | Да               | Нет                                                            | Да             | Да                               | Да                            | Да                | Да              | Нет                                    | Да                      |
| MXNet                       | Distributed (Deep) Machine Learning Community     | Apache 2.0     | Да       | Linux, Mac OS X, Windows, AWS, Android, iOS, JavaScript  | малая корневая библиотека на C++ | C++, Python, Julia, Matlab, JavaScript, Go, R, Scala, Perl | Да               | В планах                                                       | Да             | Да                               | Да                            | Да                | Да              | Да                                     | Да                      |
| Neural Designer             | Artelnics                                         | Проприетарное  | Нет      | Linux, Mac OS X, Windows                                 | C++                              | Графический интерфейс пользователя                         | Да               | Нет                                                            | Нет            | Неизвестно                       | Неизвестно                    | Нет               | Нет             | Нет                                    | Неизвестно              |
| OpenNN                      | Artelnics                                         | GNU LGPL       | Да       | Кроссплатформенность                                     | C++                              | C++                                                        | Да               | Нет                                                            | Нет            | Неизвестно                       | Неизвестно                    | Нет               | Нет             | Нет                                    | Неизвестно              |
| TensorFlow                  | Команда Google Brain                              | Apache 2.0     | Да       | Linux, Mac OS X, Windows                                 | C++, Python                      | Python, C/C++, Java, Go                                    | Нет              | В планах                                                       | Да             | Да                               | Да                            | Да                | Да              | Да                                     | Да                      |
| Theano                      | Монреальский университет                          | Лицензия BSD   | Да       | Кроссплатформенность                                     | Python                           | Python                                                     | Да               | В разработке                                                   | Да             | Да                               | Через зоопарк моделей Lasagne | Да                | Да              | Да                                     | Да                      |
| Torch                       | Ронан Коллобер, Корай Кавукчоглу, Клемент Фарабет | Лицензия BSD   | Да       | Linux, Mac OS X, Windows, Android, iOS                   | C, Lua                           | Lua, LuaJIT, C, библиотека утилит для C++/OpenCL           | Да               | Внешняя реализация                                             | Да             | Через Autograd Твиттера          | Да                            | Да                | Да              | Да                                     | Да                      |
| Mathematica                 | Wolfram Research                                  | Проприетарное  | Нет      | Windows, Mac OS X, Linux, Облачные вычисления            | C++                              | командная строка, Java, C++                                | Нет              | Да                                                             | Да             | Да                               | Да                            | Да                | Да              | Да                                     | Да                      |

1. ↑  отдельные компоненты библиотек могут обладать другими лицензиями